# Tuổi trẻ của tháng Năm
Tuổi trẻ của tháng Năm (Hangul: 오월의 청춘; Hanja:  五月의 靑春; Romaja: Oworui Cheongchun; còn được biết đến với tên tiếng Anh: Youth of May) là một bộ phim truyền hình Hàn Quốc. Bộ phim bắt đầu lên sóng từ ngày 3 tháng 5 năm 2021 trên kênh KBS2 vào mỗi thứ Hai, thứ Ba lúc 21:30 (KST) với độ dài 12 tập.

## Nội dung chính
Lấy bối cảnh của cuộc Phong trào Dân chủ Gwangju năm 1980, Tuổi trẻ của tháng Năm kể về câu chuyện của sinh viên y khoa Hwang Hee-tae (Lee Do-hyun) và y tá Kim Myung-hee (Go Min-si), họ gặp và yêu nhau dường như là do số phận sắp đặt.
Hee-tae là niềm tự hào của Gwangju khi thi đỗ thủ khoa ngành Y trường Đại học Quốc Gia Seoul. Anh ấy có vẻ là một người đơn giản, nhưng bên trong một tinh thần kiên cường và cố chấp.
Myung-hee là một y tá vào nghề được ba năm. Cô ấy là một người đáng yêu, cô luôn sẵn sàng đứng lên chống lại những gì không công bằng.

## Diễn viên

### Diễn viên chính
- Lee Do-hyun vai Hwang Hee-tae

Con trai của Hwang Gi-nam và Song Hae-ryeong quyết tâm và tràn đầy động lực. Mặc dù Hwang Hee-tae thi vào trường Y của Đại học Quốc gia Seoul với điểm số cao nhất, nhưng anh đã hoãn tốt nghiệp để tham dự cuộc thi âm nhạc. Hee-tae có vẻ ngoài vô tư và vui vẻ, nhưng bên trong anh ấy là người chu đáo hơn bất cứ ai khác.
- Go Min-si vai Kim Myeong-hee

Con gái duy nhất của Kim Hyeon-cheol. Là một y tá ba năm trong nghề, Kim Myeong-hee đã trải qua tất cả những khó khăn trong tuổi trẻ của mình. Khi đối mặt với sự bất công, cô ấy không ngại đứng lên chống lại, và bất kể khó khăn nào cuộc sống xô đẩy, cô ấy vẫn quyết tâm theo đuổi ước mơ của mình. Mặc dù còn khá trẻ nhưng Myeong-hee đã là một trụ cột gia đình có trách nhiệm, làm việc chăm chỉ để kiếm sống và gửi tiền cho em trai ở quê nhà. Sau khi vượt qua nhiều chuyện với Hee-tae, Myeong-hee bắt đầu thay đổi và thể hiện những khía cạnh mới của bản thân.
- Lee Sang-yi vai Lee Soo-chan

Anh trai của Soo-ryeon, con trai của Lee Chang-geun, anh là doanh nhân làm việc tại một công ty thương mại sau khi trở về từ Pháp. Anh ấy là con trai cả, người coi trọng gia đình hơn bản thân. Lee Soo-chan bắt đầu thích Myeong-hee vì cô ấy cũng phải đối mặt với những khó khăn tương tự như anh.
- Keum Sae-rok vai Lee Soo-ryeon

Con gái của Lee Chang-geun. Một sinh viên luật đấu tranh cho công bằng xã hội. Lee Soo-ryeon là bạn lâu năm với Kim Myeong-hee. Trong khi cố gắng giúp bạn mình thực hiện ước mơ, cô ấy phải bắt đầu một mối quan hệ bất ngờ khiến cô xảy ra mâu thuẫn.

### Diễn viên phụ

#### Gia đình của Hwang Hee-tae
- Oh Man-seok vai Hwang Gi-nam[2]

Người cha quyền lực của Hwang Hee-tae và chồng của Song Hae-ryeong.
- Shim Yi-young vai Song Hae-ryeong[2]

Vợ thứ hai của Hwang Gi-nam và mẹ kế của Hee-tae. Là con gái duy nhất của một công ty sản xuất bia nổi tiếng.
- Choi Seung-hoon vai Hwang Jang-tae

Em trai cùng cha khác mẹ của Hee-tae và là đối thủ của Myung-soo.

#### Gia đình của Kim Myeong-hee
- Kim Won-hae vai Kim Hyeon-cheol[2]

Bố của Myeong-hee. Ông là một thợ sửa đồng hồ.
- Hwang Young-hee vai Choi Soon-nye[2]

Mẹ của Myeong-hee
- Jo Yi-hyun vai Kim Myung-soo

Em trai của Myeong-hee, câu được lớn lên trong sự yêu thương và che chở. Cậu là một đứa trẻ ngây thơ nhưng rất sâu sắc khi cố hàn gắn tình cảm giữa Myeong-hee và bố.
- Park Hye-jin vai bà của Myeong-hee

#### Gia đình của Lee Soo-chan và Lee Soo-ryeon
- Um Hyo-sup vai Lee Chang-geun[2]

Bố của Soo-chan và Soo-ryeon. Vợ ông qua đời vì một căn bệnh, ông phải một mình nuôi hai đứa con.
- Hong Boo-hyang vai Lee Soo-chan

#### Bệnh viện Pyeonghwa
- Park Cheol-min vai Choi Byeong-gil

Phó Giám đốc bệnh viện
- Kim Bo-jung vai Kim Min-ju.[3]

Y tá phòng cấp cứu của bệnh viện
- Kim Yi-kyung vai Oh In-yeong.[4]

Một y tá mới trong phòng cấp cứu của bệnh viện Pyeonghwa.
- Jang Won-hyeok vai Yoo Byeong-cheol.

Một người dân trong phòng cấp cứu của bệnh viện PyeongHwa.

#### Quân đội
- Kwon Young-chan vai Kim Kyung-soo.[5]

Bạn thời đại học của Hee-tae. Anh bị bắt khi đang theo học Khoa Giáo dục Ngôn ngữ Hàn Quốc tại Đại học Quốc gia Seoul và buộc phải nhập ngũ. Trong quân đội, anh đã phải chịu đựng sự huấn luyện gắt gao ở Chungcheong.
- Kim Eun-soo vai Lee Kwang-gu.[6]

Người duy nhất quan tâm Kyungsoo. Khi thử vận may và trượt kỳ thi đầu vào, anh nhập ngũ Hyeon-Gim thay vì Samsu. Bố anh là người Gyeongsang-do và mẹ là người Jeolla-do, nên anh đều thông thạo tiếng của hai vùng miền, nhưng vì một trung sĩ ở Jeolla-do, anh đã phục vụ ở tỉnh Gyeongsang trong vài năm, giả vờ mình đến từ tỉnh Gyeongsang.
- Noh Sang-bo vai Hong Sang-pyo.[7]

#### Nhà trọ
- Park Se-hyun vai Lee Jin-ah.[8]

Con gái của chủ nhà trọ. Một học sinh trung học vui tính có tình cảm với Hee-tae. Cô ấy thích nhạc pop và mơ ước trở thành một nhà sản xuất radio ở Seoul.
- Heo Jung-do vai Lee Kyung-pil.

Chủ nhà trọ. Xuất thân từ Jinju, anh ấy đã sống ở Gwangju hơn 20 năm. Anh là người Gyeongsang-do sống ở Gwangju ngay cả sau khi vợ và họ hàng ở Gwangju qua đời. Với chức danh chủ nhà trọ, anh là quản gia phụ trách hầu như mọi công việc nhà, anh chuyên giặt rửa và nấu canh.

### Những người khác
- Jung Wook-Jin vai Choi Jeong-haeng.[9]

Một cảnh sát đầy nhiệt huyết. Khi nói đến các cuộc biểu tình trên đường phố, anh đi đầu trong lĩnh vực 'bảo vệ công dân', Trước khi là cảnh sát, anh ấy chỉ là một công dân, người gốc Gwangju.
- Lee Hwang-eui vai Han Suk-joong.

Một nhà lập pháp ở Jeonnam.
- Lee Gyu-sung vai Jeong Hye-gun.

Người bạn cùng quê của Hee-tae và bạn ở nhà thờ của Myeong-hee. Anh hiện đang theo học Khoa học Chính trị và Ngoại giao tại Đại học Quốc gia Chonnam và là thành viên của phong trào đấu tranh cho dân chủ.
- Joo Bo-young vai Park Seon-min.[10]

Bạn của Myunghee tại nhà thờ. Cô hiện đang theo học Khoa Ngôn ngữ và Văn học Hàn Quốc tại Đại học Chosun. Chụp ảnh là sở thích của cô ấy, và cô ấy đã học từ cha của Hye-Geon. Ước mơ của cô là sau này sẽ xin được việc làm phóng viên ảnh tại một tờ báo.
- Kim Tae-bum vai Park Dong-wook.[11]

Huấn luyện viên điền kinh.
- Nam Tae-woo vai thám tử.[12]

Một thám tử tuân theo mọi mệnh lệnh của Hwang Gi-nam.
- Kim In-seon vai Jung Seok-chul.

Bạn gái của Kim Kyungsoo bị thương trong cuộc biểu tình.

### Xuất hiện đặc biệt
- Kwon Eun-bin vai Yu-jin.[13]

Bạn gái cũ của Hwang Hee-tae (Tập 1)
- Kwon Hyuk-hyun vai In-jae. (Tập 1)
- Yoo Soon-woong vai linh mục (Tập 1)
- Bae Sung-il (Tập 1)
- Oh Kyu-taek vai người bán xe đã qua sử dụng (Tập 1)
- Kwak Ja-hyoung vai Sang-Gon (Tập 1)
- Lee Joong-yul vai ông Kim (Tập 1)
- Jung Ji-ahn vai nhân viên phục vụ xe buýt (Tập 2)
- Jin Yong-wook vai Hyun-Chul (Tập 2)
- Gu Da-song vai Bo-yeon (Tập 3 & 9)
- Lee Young-jin vai bác sĩ (Tập 3)
- Choi Nam-wook vai tài xế taxi (Tập 8)
- Jang Tae-min vai tài xế xe cứu thương (Tập 8)
- Han Myung-hwan vai Kim Sung-wook (Tập 9)
- Jo Ji-hyun vai nhân viên trạm xe buýt (Tập 10)
- Park Eun-young vai mẹ của Kim Sung-Wook (Tập 10)
- Ha Sung-min vai cha của Kim Sung-Wook (Tập 12)
- Choi Won-young vai Hwang Hee-tae (Lớn) (Tập 12)[14]
- Sung Ki-yoon vai Hwang Jung-tae (Lớn) (Tập 12)
- Hong Eun-jeong vai thư ký của Hwang Jung-Tae (Tập 12)
- Kim Ju-yeon vai y tá (Tập 12)
- Lee Sang-hwa vai người gây rối ở bệnh viện (Tập 12)
- Jang Do-ha vai Lee Seo-on (Tập 12)
- Jung Hee-tae vai Kim kyung-soo (Lớn) (Tập 1, 11–12)

## Nhạc phim

### Phần 1
| Phát hành vào 3 tháng 5 năm 2021 | Phát hành vào 3 tháng 5 năm 2021 | Phát hành vào 3 tháng 5 năm 2021 | Phát hành vào 3 tháng 5 năm 2021 | Phát hành vào 3 tháng 5 năm 2021 | Phát hành vào 3 tháng 5 năm 2021 |
| STT                              | Nhan đề                          | Phổ lời                          | Phổ nhạc                         | Nghệ sĩ                          | Thời lượng                       |
| -------------------------------- | -------------------------------- | -------------------------------- | -------------------------------- | -------------------------------- | -------------------------------- |
| 1.                               | "Melody of Spring" (봄의 멜로디) | Captain Planet SeoRoi            | Captain Planet SeoRoi            | Sondia                           | 3:37                             |
| 2.                               | "Melody of Spring" (Inst.)       |                                  | Captain Planet SeoRoi            |                                  | 3:37                             |
| Tổng thời lượng:                 | Tổng thời lượng:                 | Tổng thời lượng:                 | Tổng thời lượng:                 | Tổng thời lượng:                 | 6:74                             |

### Phần 2
| Phát hành vào 10 tháng 5 năm 2021 | Phát hành vào 10 tháng 5 năm 2021 | Phát hành vào 10 tháng 5 năm 2021 | Phát hành vào 10 tháng 5 năm 2021 | Phát hành vào 10 tháng 5 năm 2021 | Phát hành vào 10 tháng 5 năm 2021 |
| STT                               | Nhan đề                           | Phổ lời                           | Phổ nhạc                          | Nghệ sĩ                           | Thời lượng                        |
| --------------------------------- | --------------------------------- | --------------------------------- | --------------------------------- | --------------------------------- | --------------------------------- |
| 1.                                | "Rest" (쉼)                       | Borest                            | Borest                            | Borest                            | 3:12                              |
| 2.                                | "Rest" (Inst.)                    |                                   | Borest                            |                                   | 3:12                              |
| Tổng thời lượng:                  | Tổng thời lượng:                  | Tổng thời lượng:                  | Tổng thời lượng:                  | Tổng thời lượng:                  | 6:24                              |

### Phần 3
| Phát hành vào 11 tháng 5 năm 2021 | Phát hành vào 11 tháng 5 năm 2021 | Phát hành vào 11 tháng 5 năm 2021 | Phát hành vào 11 tháng 5 năm 2021 | Phát hành vào 11 tháng 5 năm 2021 | Phát hành vào 11 tháng 5 năm 2021 |
| STT                               | Nhan đề                           | Phổ lời                           | Phổ nhạc                          | Nghệ sĩ                           | Thời lượng                        |
| --------------------------------- | --------------------------------- | --------------------------------- | --------------------------------- | --------------------------------- | --------------------------------- |
| 1.                                | "My Spring Days" (나의 오월)      | Song Yang-Ha Kim Jae-Hyun         | Song Yang-Ha Kim Jae-Hyun         | Kwak Jin-eon                      | 3:34                              |
| 2.                                | "My Spring Days" (Inst.)          |                                   | Song Yang-Ha Kim Jae-Hyun         |                                   | 3:34                              |
| Tổng thời lượng:                  | Tổng thời lượng:                  | Tổng thời lượng:                  | Tổng thời lượng:                  | Tổng thời lượng:                  | 6:68                              |

### Phần 4
| Phát hành vào 17 tháng 5 năm 2021 | Phát hành vào 17 tháng 5 năm 2021 | Phát hành vào 17 tháng 5 năm 2021 | Phát hành vào 17 tháng 5 năm 2021 | Phát hành vào 17 tháng 5 năm 2021 | Phát hành vào 17 tháng 5 năm 2021 |
| STT                               | Nhan đề                           | Phổ lời                           | Phổ nhạc                          | Nghệ sĩ                           | Thời lượng                        |
| --------------------------------- | --------------------------------- | --------------------------------- | --------------------------------- | --------------------------------- | --------------------------------- |
| 1.                                | "Think of You" (당신생각)         | Taibian                           | Taibian Kim Jung-woo (TOXIC)      | Soyeon (Laboum)                   | 4:00                              |
| 2.                                | "Think of You" (Inst.)            |                                   | Taibian Kim Jung-woo (TOXIC)      |                                   | 4:00                              |
| Tổng thời lượng:                  | Tổng thời lượng:                  | Tổng thời lượng:                  | Tổng thời lượng:                  | Tổng thời lượng:                  | 8:00                              |

### Phần 5
| Phát hành vào 18 tháng 5 năm 2021 | Phát hành vào 18 tháng 5 năm 2021 | Phát hành vào 18 tháng 5 năm 2021 | Phát hành vào 18 tháng 5 năm 2021      | Phát hành vào 18 tháng 5 năm 2021 | Phát hành vào 18 tháng 5 năm 2021 |
| STT                               | Nhan đề                           | Phổ lời                           | Phổ nhạc                               | Nghệ sĩ                           | Thời lượng                        |
| --------------------------------- | --------------------------------- | --------------------------------- | -------------------------------------- | --------------------------------- | --------------------------------- |
| 1.                                | "Starry Night" (별이 쏟아지는 밤) | Song Yang-ha Kim Jae-hyun         | Song Yang-ha Kim Jae-hyun Yook Ga-yeon | Ryeowook (Super Junior)           | 4:02                              |
| 2.                                | "Starry Night" (Inst.)            |                                   | Song Yang-ha Kim Jae-hyun Yook Ga-yeon |                                   | 4:02                              |
| Tổng thời lượng:                  | Tổng thời lượng:                  | Tổng thời lượng:                  | Tổng thời lượng:                       | Tổng thời lượng:                  | 8:04                              |

### Phần 6
| Phát hành vào 24 tháng 5 năm 2021 | Phát hành vào 24 tháng 5 năm 2021 | Phát hành vào 24 tháng 5 năm 2021 | Phát hành vào 24 tháng 5 năm 2021 | Phát hành vào 24 tháng 5 năm 2021 | Phát hành vào 24 tháng 5 năm 2021 |
| STT                               | Nhan đề                           | Phổ lời                           | Phổ nhạc                          | Nghệ sĩ                           | Thời lượng                        |
| --------------------------------- | --------------------------------- | --------------------------------- | --------------------------------- | --------------------------------- | --------------------------------- |
| 1.                                | "Days of memory" (기억의나날)     | Han Joon Park Se Joon             | Seo Jae-ha                        | Jung Joon Il                      | 3:53                              |
| 2.                                | "Days of memory" (Inst.)          |                                   | Seo Jae-ha                        |                                   | 3:53                              |
| Tổng thời lượng:                  | Tổng thời lượng:                  | Tổng thời lượng:                  | Tổng thời lượng:                  | Tổng thời lượng:                  | 7:06                              |

### Phần 7
| Phát hành vào 25 tháng 5 năm 2021 | Phát hành vào 25 tháng 5 năm 2021 | Phát hành vào 25 tháng 5 năm 2021 | Phát hành vào 25 tháng 5 năm 2021 | Phát hành vào 25 tháng 5 năm 2021 | Phát hành vào 25 tháng 5 năm 2021 |
| STT                               | Nhan đề                           | Phổ lời                           | Phổ nhạc                          | Nghệ sĩ                           | Thời lượng                        |
| --------------------------------- | --------------------------------- | --------------------------------- | --------------------------------- | --------------------------------- | --------------------------------- |
| 1.                                | "I Regret" (널 사랑한 걸 후회해)  | Houdini                           | Houdini 667                       | Houdini                           | 3:36                              |
| 2.                                | "I Regret" (Inst.)                |                                   | Houdini 667                       |                                   | 3:36                              |
| Tổng thời lượng:                  | Tổng thời lượng:                  | Tổng thời lượng:                  | Tổng thời lượng:                  | Tổng thời lượng:                  | 6:72                              |

### Phần 8
| Phát hành vào 31 tháng 5 năm 2021 | Phát hành vào 31 tháng 5 năm 2021                 | Phát hành vào 31 tháng 5 năm 2021 | Phát hành vào 31 tháng 5 năm 2021 | Phát hành vào 31 tháng 5 năm 2021 | Phát hành vào 31 tháng 5 năm 2021 |
| STT                               | Nhan đề                                           | Phổ lời                           | Phổ nhạc                          | Nghệ sĩ                           | Thời lượng                        |
| --------------------------------- | ------------------------------------------------- | --------------------------------- | --------------------------------- | --------------------------------- | --------------------------------- |
| 1.                                | "What I want to say to you" (너에게 하고 싶은 말) | Yoo Hae Joon                      | Yoo Hae Joon                      | Yoo Hae Joon                      | 3:46                              |
| 2.                                | "What I want to say to you" (Inst.)               |                                   | Yoo Hae Joon                      |                                   | 3:46                              |
| Tổng thời lượng:                  | Tổng thời lượng:                                  | Tổng thời lượng:                  | Tổng thời lượng:                  | Tổng thời lượng:                  | 6:92                              |

### Phần 9
| Phát hành vào 1 tháng 6 năm 2021 | Phát hành vào 1 tháng 6 năm 2021 | Phát hành vào 1 tháng 6 năm 2021 | Phát hành vào 1 tháng 6 năm 2021 | Phát hành vào 1 tháng 6 năm 2021 | Phát hành vào 1 tháng 6 năm 2021 |
| STT                              | Nhan đề                          | Phổ lời                          | Phổ nhạc                         | Nghệ sĩ                          | Thời lượng                       |
| -------------------------------- | -------------------------------- | -------------------------------- | -------------------------------- | -------------------------------- | -------------------------------- |
| 1.                               | "Winter of May" (오월의 겨울)    | Taibian                          | Taibian Kim Jung-woo (TOXIC)     | Kim Bum-soo                      | 4:27                             |
| 2.                               | "Winter May" (Inst.)             |                                  | Taibian Kim Jung-woo (TOXIC)     |                                  | 4:27                             |
| Tổng thời lượng:                 | Tổng thời lượng:                 | Tổng thời lượng:                 | Tổng thời lượng:                 | Tổng thời lượng:                 | 8:54                             |

### Phần 10
| Phát hành vào 8 tháng 6 năm 2021 | Phát hành vào 8 tháng 6 năm 2021 | Phát hành vào 8 tháng 6 năm 2021            | Phát hành vào 8 tháng 6 năm 2021 | Phát hành vào 8 tháng 6 năm 2021 | Phát hành vào 8 tháng 6 năm 2021 |
| STT                              | Nhan đề                          | Phổ lời                                     | Phổ nhạc                         | Nghệ sĩ                          | Thời lượng                       |
| -------------------------------- | -------------------------------- | ------------------------------------------- | -------------------------------- | -------------------------------- | -------------------------------- |
| 1.                               | "Over Memories" (추억 위로)      | Kim Chang-rak ATONE (에이톤) Jeong In Seong | Kim Chang-rak ATONE (에이톤)     | Jeong In Seong                   | 3:53                             |
| 2.                               | "Over Memories" (Inst.)          |                                             | Kim Chang-rak ATONE (에이톤)     |                                  | 3:53                             |
| Tổng thời lượng:                 | Tổng thời lượng:                 | Tổng thời lượng:                            | Tổng thời lượng:                 | Tổng thời lượng:                 | 7:06                             |

## Tỷ lệ người xem
| Mùa | Mùa | Số tập | Số tập | Số tập | Số tập | Số tập | Số tập | Số tập | Số tập | Số tập | Số tập | Số tập | Số tập | Trung bình |
| Mùa | Mùa | 1      | 2      | 3      | 4      | 5      | 6      | 7      | 8      | 9      | 10     | 11     | 12     | Trung bình |
| --- | --- | ------ | ------ | ------ | ------ | ------ | ------ | ------ | ------ | ------ | ------ | ------ | ------ | ---------- |
|     | 1   | N/A    | N/A    | 861    | 738    | N/A    | 862    | 907    | 957    | 798    | 885    | 927    | 908    | TBD        |

| Tập | Phần       | Ngày phát sóng           | Tỷ lệ người xem | Tỷ lệ người xem |
| Tập | Phần       | Ngày phát sóng           | AGB Nielsen     | TNmS            |
| --- | ---------- | ------------------------ | --------------- | --------------- |
| 1 | 1          | Ngày 3 tháng 5 năm 2021  | 4.4% (NR)       | 4.8% (NR)       |
| 1 | 2          | Ngày 3 tháng 5 năm 2021  | 4.9% (NR)       | 5.7% (16th)     |
| 2 | 1          | Ngày 4 tháng 5 năm 2021  | 3.7% (NR)       | —               |
| 2 | 2          | Ngày 4 tháng 5 năm 2021  | 4.7% (20th)     | 5.5% (14th)     |
| 3 | 1          | Ngày 10 tháng 5 năm 2021 | 4.0% (NR)       | —               |
| 3 | 2          | Ngày 10 tháng 5 năm 2021 | 5.1% (NR)       | 5.3% (19th)     |
| 4 | 1          | Ngày 11 tháng 5 năm 2021 | 3.2% (NR)       | —               |
| 4 | 2          | Ngày 11 tháng 5 năm 2021 | 4.4% (NR)       | 5.2% (17th)     |
| 5 | 1          | Ngày 17 tháng 5 năm 2021 | 3.8% (NR)       | —               |
| 5 | 2          | Ngày 17 tháng 5 năm 2021 | 4.6% (NR)       | 5.4% (16th)     |
| 6 | 1          | Ngày 18 tháng 5 năm 2021 | 4.0% (NR)       | —               |
| 6 | 2          | Ngày 18 tháng 5 năm 2021 | 5.2% (17th)     | 4.8% (16th)     |
| 7 | 1          | Ngày 24 tháng 5 năm 2021 | 4.2% (NR)       | —               |
| 7 | 2          | Ngày 24 tháng 5 năm 2021 | 5.0% (NR)       | 5.2% (19th)     |
| 8 | 1          | Ngày 25 tháng 5 năm 2021 | 4.3% (NR)       | —               |
| 8 | 2          | Ngày 25 tháng 5 năm 2021 | 5.7% (12th)     | 5.6% (14th)     |
| 9 | 1          | Ngày 31 tháng 5 năm 2021 | 4.0% (NR)       | —               |
| 9 | 2          | Ngày 31 tháng 5 năm 2021 | 4.9% (NR)       | 4.9% (20th)     |
| 10 | 1          | Ngày 1 tháng 6 năm 2021  | 4.4% (NR)       | —               |
| 10 | 2          | Ngày 1 tháng 6 năm 2021  | 5.6% (13th)     | 5.0% (18th)     |
| 11 | 1          | Ngày 7 tháng 6 năm 2021  | 4.5% (NR)       | —               |
| 11 | 2          | Ngày 7 tháng 6 năm 2021  | 5.3% (18th)     | 5.0% (20th)     |
| 12 | 1          | Ngày 8 tháng 6 năm 2021  | 4.6% (NR)       | —               |
| 12 | 2          | Ngày 8 tháng 6 năm 2021  | 5.6% (11th)     | 6.1% (11th)     |
| Trung bình | Trung bình | Trung bình               | 4.3%            | 5.2%            |
| - Tại bảng trên, số màu xanh biểu thị tỉ lệ người xem thấp nhất và số màu đỏ biểu thị tỉ lệ người xem cao nhất. |            |                          |                 |                 |